# 东河街道 (哈密市)
东河街道，是中华人民共和国新疆维吾尔自治区哈密市伊州区下辖的一个乡镇级行政单位。
1977年5月9日，东河区行政区为原阿牙管理区管辖的范围和大营房以及原东路管理区的建国路东西两侧至哈密县医院。1977年6月12日，东河区暂设立建国路居民委员会、阿牙桥居民委员会、广场北路居民委员会等。1984年5月8日，哈密市、县合并，设立东河区街道办事处。2022年1月更名为东河街道。

## 行政区划
东河街道下辖以下地区：
安全路社区、建国北路社区、复兴路社区、广场南路社区、阿牙社区、青年路东社区、青年路西社区、青年南路社区、青年北路社区、向阳路社区、融合路社区、上阿牙村和吾尔达村。